# Lacon (Illinois)
Lacon je grad u američkoj saveznoj državi Ilinois. Prema popisu stanovništva iz 2010. u njemu je živjelo 1.937 stanovnika.